# 斯蒂芬·考特金

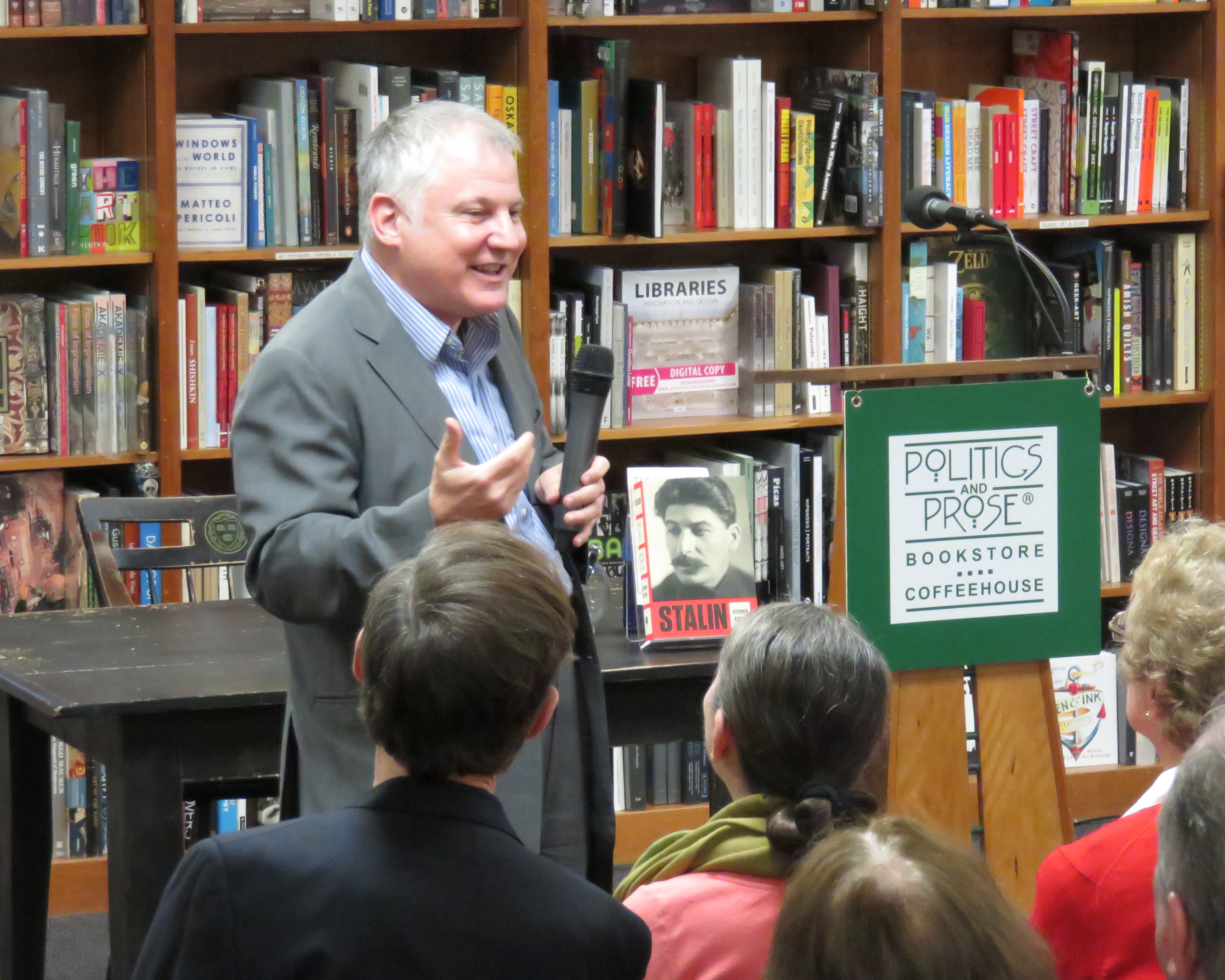
斯蒂芬在介绍他的著作《斯大林》，拍摄于2015年

斯蒂芬·考特金（Stephen Kotkin 1959年7月12日—）美国历史学家，普林斯顿大学国际事务和历史教授，斯坦福大学胡佛研究所研究员，其近期著作有斯大林三部曲（已出版前两部）。